# Conomitra linearis
Conomitra linearis är en oleanderväxtart som beskrevs av Edward Fenzl. Conomitra linearis ingår i släktet Conomitra och familjen oleanderväxter. Inga underarter finns listade i Catalogue of Life.